# Shadows and Light
Shadows and Light är ett livealbum av Joni Mitchell lanserat 1980 på Asylum Records. Det spelades in under turnén för albumet Mingus (1979), som var ett samarbetsprojekt mellan Joni Mitchell och jazzmusikern Charles Mingus (1922–1979).

## Låtlista
Shadows and Light utkom i olika LP-, CD-, VHS- och DVD-utgåvor. Detta är den fullständiga låtlistan.
1. "Introduction", 1:51 (På LP och CD samt som inslag i början av VHS/DVD-utgåvan)
2. "In France They Kiss on Main Street", 4:14
3. "Edith and the Kingpin", 4:10
4. "Coyote", 4:58
5. "Goodbye Pork Pie Hat", 6:02 (Charles Mingus, text av Joni Mitchell)
6. "Jaco's Solo" (endast på VHS/DVD) (Jaco Pastorius)
  1. "The High and the Mighty"
  2. "Third Stone from the Sun"
7. "The Dry Cleaner from Des Moines", 4:37 (Mitchell, Mingus)
8. "Amelia", 6:40
9. "Pat's Solo", 3:09 (Pat Metheny)
10. "Hejira", 7:42
11. "Black Crow", 3:52 (ej inkluderad på första CD-utgåvan)
12. "Don's Solo", 4:04 (ej inkluderad på VHS/DVD- samt första CD-utgåvan) (Don Alias)
13. "Dreamland", 4:40 (ej inkluderad på VHS/DVD-utgåvan)
14. "Free Man in Paris", 3:23 (ej inkluderad på första CD-utgåvan)
15. "Band Introduction", 0:52
16. "Furry Sings the Blues", 5:14 (olika inspelningstillfällen på DVD- respektive CD-utgåvan)
17. "Raised on Robbery" (endast på VHS/DVD-utgåvan)
18. "Why Do Fools Fall in Love", 2:53 (Frankie Lymon, Herman Santiago, Jimmy Merchant)
19. "Shadows and Light", 5:23
20. "God Must be a Boogie Man", 5:02 (ej inkluderad på VHS/DVD-utgåvan)
21. "Woodstock", 5:08 (ej inkluderad på VHS/DVD-utgåvan)